# Paulo Marcos Senra Souza
O dr. Paulo Marcos Senra Souza (1949-2024) é um dos fundadores da Amil Assistência Médica Internacional,médico benemérito da cidade do Rio de Janeiro, escritor do livro "Existe Vida Após A Inflação" (ed. ExpertBooks - 1995), um dos autores do livro O Melhor Vem Depois de Júlio Sergio Cardozo e Andrea Giardino (ed. Saraiva - 2009) e consultor da versão brasileira do livro "The Innovator´s Prescription: A Disruptive Solution For Health Care - Inovação na Gestão da Saúde - A receita para reduzir custos e aumentar qualidade" de Clayton M. Christensen. O dr.  Paulo Marcos Senra Souza foi eleito em 2013, presidente da Aliança para a Saúde Populacional (ASAP), com mandato até 2015. Conselheiro do INLAGS instituto latino americano de gestão de saúde . Pesquisador do GPDES do Iesc UFRJ 
Nascido em 1949 na cidade de Itaperuna no estado do Rio de Janeiro graduou-se em medicina e MBA do COPPEAD/UFRJ. Especialista em administração de serviços foi presidente da Amil Internacional e hoje é aposentado 
Faleceu em 2024 https://www.facebook.com/photo/?fbid=1098957092024229&set=a.520344303218847